# Buenavista Tetela
Buenavista Tetela är en ort i Mexiko.   Den ligger i kommunen Puebla och delstaten Puebla, i den sydöstra delen av landet, 110 km sydost om huvudstaden Mexico City. Buenavista Tetela ligger 2 074 meter över havet och antalet invånare är 1 172.
Terrängen runt Buenavista Tetela är platt åt nordväst, men åt sydost är den kuperad. Runt Buenavista Tetela är det glesbefolkat, med 18 invånare per kvadratkilometer. Närmaste större samhälle är Puebla de Zaragoza, 13,4 km norr om Buenavista Tetela. I omgivningarna runt Buenavista Tetela växer huvudsakligen savannskog.